# Пичета, Владимир Иванович
Влади́мир Ива́нович Пиче́та (9 (21) октября 1878, Полтава, Российская империя — 23 июня 1947, Москва, СССР) — русский и советский историк-славист, первый ректор Белорусского государственного университета (июль 1921 — октябрь 1929), академик АН БССР с 1928 года, заслуженный профессор БССР (1926), академик АН СССР (1946, чл.-корр. — с 1939). Заслуженный деятель науки Узбекской ССР (1943).

## Биография
Владимир Иванович Пичета родился 9 (21) октября 1878 года в Полтаве. Его отец, Иван (Йован) Христофорович (1844—1920), серб по национальности, уроженец города Мостар, был ректором Витебской (1888—1890), а затем (1890—1902) Полтавской духовных семинарий. Мать учёного, Мария Григорьевна Григоренко, украинка по происхождению, была дочерью киевского чиновника Казённой палаты.
Окончил в 1897 году Полтавскую классическую гимназию, а в июне 1901 года — историко-филологический факультет Московского университета с дипломом первой степени. Ученик М. К. Любавского. Научным руководителем дипломной (тогда называвшейся кандидатской) работы Пичеты «Юрий Крижанич о Московском государстве» был В. О. Ключевский.
После окончания университета преподавал в средних учебных заведениях Москвы, а с 1902 года работал на Украине. В Коростышеве Пичета получил место преподавателя в Коростышевской учительской семинарии и, кроме того, принимал участие в работе приёмных комиссий Коростышевской церковно-приходской школы и епархиальных училищ Киевской губернии. Проработав в семинарии два года, Пичета уволился из-за конфликта с директором Николайчиком, требовавшем, чтобы надзор за воспитанниками семинарии носил чисто «политический характер» и переехал в Екатеринослав. В июне 1903 года Пичета был принят на должность воспитателя подготовительного класса коммерческого училища. Затем он преподавал историю в женской гимназии Тиблен и Степановой, а также в мужской гимназии.
В сентябре 1905 года Пичета вернулся в Москву, где преподавал сначала в средних учебных заведениях, а с 1906 года — в высших, выступал с лекциями перед рабочими. В 1908—1909 годах преподавал в Екатерининском женском институте, в 1912—1914 годах — в женской учительской семинарии, с января 1906 по август 1917 года — в Московской Практической академии коммерческих наук. В 1909 году молодой учёный сдал магистерский экзамен, а в 1910 году был утверждён в звании приват-доцента Московского университета. В феврале 1911 года вместе с группой профессоров и приват-доцентов ушёл из университета в знак протеста против деятельности министра народного просвещения Л. А. Кассо. Преподавал на Высших женских курсах. В конце 1917 года Пичета стал преподавателем Московского университета, а после объединения в июне 1918 года Высших женских курсов, где он читал лекции, с университетом — профессором 2-го МГУ. В 1918 году Пичета защитил диссертацию на степень магистра русской истории по первому тому монографии «Аграрная реформа Сигизмунда-Августа в Литовско-Русском государстве». В 1919 году короткое время преподавал в Смоленскои университете, из которого был удалён в числе пяти других профессоров «за буржуазный образ мыслей».
После открытия университета в Минске — его ректор в 1921—1929 годах.
Арестован 13 сентября 1930 года по «Академическому делу» и обвинён в великодержавном шовинизме, белорусском буржуазном национализме и прозападной ориентации. 6 декабря 1930 года специальным постановлением СНК БССР лишён звания академика. Тринадцатимесячное пребывание в Доме предварительного заключения в Ленинграде в 1930—1931 гг. серьёзно подорвало физическое и моральное здоровье учёного. Постановлением Коллегии ОГПУ от 8 августа 1931 года осуждён по ст. 58 п. 11 УК РСФСР к высылке в город Вятку сроком на пять лет, где работал техником-нормировщиком, секретарём и заведующим технико-нормировочного бюро в Вятском горпрабкоопе; по поручению Коопита читал на двух курсах поваров нормирование и организацию общественного питания. В сентябре 1934 г. Пичету перевели в Воронеж, где он работал профессором Воронежского педагогического института, читал курс истории СССР, занимался научной деятельностью, работая в областном архиве над темой: «Помещичье хозяйство и помещичьи крестьяне в Воронежской губернии в связи с реформой 1861 года».
Одна из версий (не подтверждена документально) освобождения Пичеты из ссылки связана с именем Эдварда Бенеша — министра иностранных дел Чехословакии (в будущем — президент Чехословакии). По воспоминаниям А. И. Пичеты (второй жены Владимира Ивановича), в июне 1934 года Бенеш посетил Москву для установления дипломатических отношений с Советским Союзом. Во время встречи со Сталиным он на обращённый к нему вопрос того, на что министр хотел бы посмотреть в Союзе, с кем пообщаться, Бенеш ответил: «Я хотел бы встретиться с известным учёным-славистом, профессором Пичетой, а то у нас в Чехословакии ходят слухи, что он арестован и его даже нет в живых». По приказу Сталина Пичету срочно доставили из Вятки, вручили фальшивое удостоверение члена-корреспондента АН СССР и представили Бенешу. После возвращения в Прагу Бенеш устроил пресс-конференцию для чехословацких и иностранных журналистов. На вопрос о своих встречах в Советском Союзе он сказал, что встречался с известным учёным, славистом, профессором Пичетой. «Слухи о его аресте и гибели, к счастью, не подтвердились», — заявил Бенеш.
Историк Ю. Ф. Иванов, не ставя под сомнение возможность вмешательства Бенеша, на основании архивных материалов предположил, что летом 1934 года министр иностранных дел Чехословакии не был в СССР, визит состоялся годом позже, когда он посетил Москву, чтобы произвести обмен ратификационными грамотами ранее заключённого договора о взаимопомощи. Значит, освобождение Пичеты из ссылки состоялось не ранее, чем за три месяца до окончания срока, установленного учёному Коллегией ОГПУ.
То ли благодаря вмешательству Бенеша, то ли вследствие прошения Пичеты в ЦИК о досрочном освобождении, его дело было пересмотрено, и 26 апреля 1935 года учёный был освобождён досрочно.
В 1935—1936 гг. Пичета возобновляет научно-преподавательскую деятельность. В 1935—1940 годах преподавал историю народного хозяйства на рабфаке Института хлебопекарной промышленности им. В. И. Ленина в Москве. Одновременно с 1937 года он работает старшим научным сотрудником в Институте истории АН СССР, с 1938 года — профессором Московского педагогического института им. В. И. Ленина и МГУ. В 1939 году по его инициативе были организованы сектор славяноведения Института истории АН СССР и кафедра истории южных и западных славян МГУ. В 1940 году восстановлен в звании академика АН БССР, которого его лишили в 1930 году. С 1946 года Пичета — заместитель директора Института славяноведения АН СССР.
Скончался 23 июня 1947 года, похоронен в Москве на Новодевичьем кладбище.

Могила В. И. Пичеты на Новодевичьем кладбище в Москве

Полностью реабилитирован 20 июля 1967 года.

## Научная деятельность
Автор более пятисот научных трудов по истории России, Польши, Беларуси, Литвы и Украины. Его работы 1920-х — 1930-х годов разрабатывают в основном социально-экономические проблемы российской истории эпохи Смуты и отмены крепостного права.
С именем Пичеты связано становление белорусской советской исторической науки. Темы его исследований включали вопросы этногенеза белорусского народа, историю белорусских городов, археологию и краеведение, историю белорусского языка и литературы, скориноведение — из 516 работ учёного более 150 посвящены истории Белоруссии.
Работы Пичеты внесли немалый вклад и в историографию Литвы. Его труды посвящены таким проблемам, как возникновение и развитие Литовского феодального государства, зарождение и развитие крепостничества, положение крестьянства и развитие городов. Учёный изучал юридическое положение крестьян и холопов в Литве, положение этого княжества в составе Речи Посполитой.
С 1939 года Пичета сосредоточил внимание на истории Польши. В последние годы жизни трудился преимущественно над трёхтомной «Историей Польши» (3-й том остался незавершённым).
Владел тринадцатью языками — русским, украинским, белорусским, сербским, чешским, болгарским, польским, английским, немецким, французским, итальянским, латинским, древнегреческим.

## Награды
- орден Трудового Красного Знамени (10.06.1945)
- медаль «За трудовую доблесть» (1946)

## Память
С 1993 года в Белорусском государственном университете проводится конкурс на соискание премии имени В. И. Пичеты в области социальных и гуманитарных наук. Премия присуждается только учёным из БГУ.
В 2011 году в Минске (здание исторического факультета БГУ) была открыта мемориальная доска в честь Пичеты.
В октябре 2014 года аудитории исторического факультета БГУ присвоено имя В. И. Пичеты.

## Сочинения
- Посессионные крестьяне; Помещичьи крестьяне в Великороссии XVIII в.; Противники крепостного права в начале XIX в.; Помещичье хозяйство накануне реформы. — Великая реформа. Русское общество и крестьянский вопрос в прошлом и настоящем. Юбилейное издание. В 6 т. — М.: Изд-во товарищества И. Д. Сытина, 1911.
- Причины Отечественной войны: ист. очерк. — М.: Польза, 1912. — 80 с.
- Смутное время в Московском государстве: Причины, ход и следствия смуты Архивная копия от 1 сентября 2021 на Wayback Machine: Ист. очерк. — Москва: «Польза» В. Антик и К°, 1913. — 178 с. — (Универсальная библиотека; № 670—671).
- Исторический очерк славянства Архивная копия от 31 августа 2021 на Wayback Machine / В. И. Пичета. Состав современного славянства / Ч. М. Іоксимович. — Москва: Изд. кн. магазина «Вестник мануфактурной промышленности» (Ч. М. Іоксимовича), 1914. — 184 c. — (Славянская библиотека; № 1)
- Аграрная реформа Сигизмунда-Августа в Литовско-Русском государстве. Ч. 1: Подготовка и производство реформы Архивная копия от 31 августа 2021 на Wayback Machine / В. Пичета. — Москва: Синодальная типография, 1917. — VI, 330 с.
- Введение в русскую историю: (Источники и историография) / Проф. В. И. Пичета. — Москва: Гос. изд-во, 1922. — 205 с.
- История народного хозяйства в России XIX—XX вв.: Начало индустриализации и разложение крепостного хозяйства / Проф. В. И. Пичета. — Москва: Русский книжник, 1922. — 128 с. — (Общественность и культура).
- История крестьянских волнений в России. — Минск: Белтрестпечать, 1923. — 155, [1] с.
- Scoriniana (1776—1926) // Чатырохсотлецьце беларускага друку, 1525—1925 / Інстытут беларускай культуры. — Менск, 1926. — С. 284—327.
- История сельского хозяйства и землевладения в Белоруссии. ч.1. — Мн., 1927.
- До історії опікунського права в литовському статуті 1529 року Архивная копия от 31 августа 2021 на Wayback Machine // Ювілейний збірник на пошану академіка Дмитра Івановича Багалія з нагоди сімдесятої річниці життя та п’ятдесятих роковин наукової діяльності. — К.: З друкарні Української Академії наук, 1927
- Основные моменты исторического развития Западной Украины и Западной Белоруссии Архивная копия от 31 августа 2021 на Wayback Machine / В. Пичета; ред. И. Монько. — М.: Государственное социально-экономическое издательство, 1940. — 136 с.
- Казацкое государство на Украине (XVII—XVIII вв.) Архивная копия от 31 августа 2021 на Wayback Machine: стенограмма лекции, читанной 31 марта 1945 года / В. И. Пичета; Объединение государственных издательств при СНК РСФСР. — М.: [б. и.], 1945. — 20 c.
- Образование белорусского народа Архивная копия от 23 марта 2012 на Wayback Machine // Вопросы истории. — 1946. — № 5—6.
- Аграрная реформа Сигизмунда-Августа в Литовско-Русском государстве. — М., 1958.
- Белоруссия и Литва XV—XVI вв. (исследования по истории социально-экономического, политического и культурного развития). — М.: изд-во Акад. наук. СССР, 1961. — 816 с.

### Статьи вЭнциклопедический словарь Русского библиографического института «Гранат»
- Галицкое княжество. — Т. 12. — Стб. 367—376.
- Гедимин. — Т. 13. — Стб. 43—45.
- Гермоген патриарх. — Т. 14. — Стб. 378—380.
- Даниил Романович князь Галицкий. — Т. 17. — Стб. 568—570.
- Крестьяне в России [до XVIII в.]. — Т. 25. — Стб. 441—463.